# HD 35640
HD 35640，又名BD-05 1247，SAO 132100、HR 1806，是一颗恒星，视星等为6.23，位于銀經208.02，銀緯-21.49，其B1900.0坐标为赤經5h 21m 7.8s，赤緯-5° -21.49′ 24″。